# Parafia św. Jana Ewangelisty w Białej Nyskiej
Parafia Św. Jana Ewangelisty w Białej Nyskiej – rzymskokatolicka parafia położona w metropolii katowickiej, diecezji opolskiej, w dekanacie nyskim.

## Charakterystyka

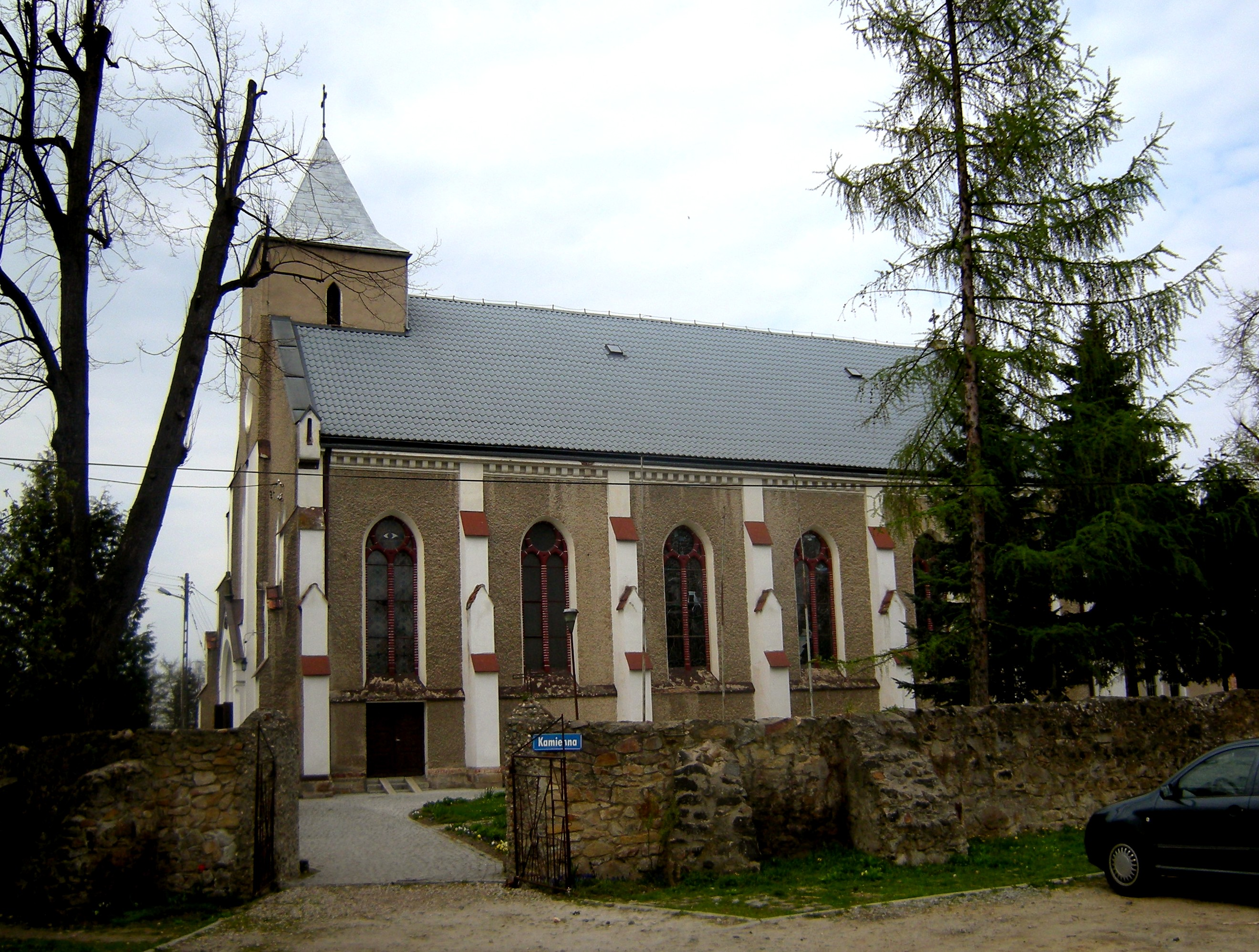
Kościół w Białej Nysce

Parafia św. Jana Ewangelisty w Białej Nyskiej obejmuje swoim zasięgiem terytorium dwóch wsi: Białej Nyskiej i Przełęku. Na jej terytorium zamieszkuje obecnie około 1350 wiernych.

## Historia parafii
Biała Nyska zalicza się do najstarszych miejscowości na terenie Śląska Opolskiego. Wymieniana jest w dokumentach już w 1231 r. Z kolei kościół potwierdzony jest w dokumentach z 1284 r. Parafia figuruje w Liber fundationis z ok. 1305 r. i rejestrze dziesięcin w 1335 r. Należała ona do archiprezbiteriatu nyskiego.

## Kościół
Obecny kościół powstał w 1892 r. na miejscu wcześniejszego. Został zniszczony podczas II wojny światowej. Jego odbudowa trwała trzy lata (1947–1950).
Kościół filialny w Przełęku, powstał na miejscu kaplicy, wzmiankowanej w 1495 r. Od 1638 r. była ona filią parafii w Białej Nyskiej. Obecny kościół powstał w 1780 r. w stylu barokowym.